# Stictoptera variegata
Stictoptera variegata là một loài bướm đêm trong họ Noctuidae.